# Vaubantoren
De Vaubantoren is een bouwwerk in de tot de West-Vlaamse gemeente Ieper behorende plaats Dikkebus, gelegen aan de Dikkebusvijverdreef.

## Geschiedenis
De toren, die zich bevindt op de noordoever van de Dikkebusvijver, werd gebouwd tussen 1678 en 1684 naar ontwerp van Vauban. Hij maakte deel uit van de verdedigingswerken ter bescherming van de stad Ieper, die in 1678 krachtens de Vrede van Nijmegen in Franse handen was overgegaan. In het gebouw werd ook de watertoevoer naar Ieper geregeld tot in 1926, vlak bij de toren, een pomp- en zuiveringsstation voor de waterleiding werd gebouwd.
Na de Eerste Wereldoorlog werd de toren gedeeltelijk herbouwd en gedeeltelijk hersteld onder leiding van Jules Coomans.

## Gebouw
Het betreft een massieve toren op vierkante plattegrond, uitgevoerd in gele baksteen en gedekt door een schilddak.